# Чиловаматамбе
Чиловамата́мбе (англ. Chilowamatambe) — традиційна громада у складі дистрикту Касунгу Центрального регіону Малаві.
Населення — 35464 особи (2018).